# 胡止
胡止（1470年—？年），字仲善，河南汝宁府信阳州羅山縣人，明朝政治人物。

## 生平
治《春秋》，行二，弘治八年（1495年）由國子生中式乙卯科河南鄉試第四名舉人，年三十九歲中式正德三年（1508年）戊辰科會試第三百二十七名，第二甲第八十名進士。四年二月授贵州道試御史，九年二月升陕西按察司佥事，十一年十二月考察以不謹閑住。

## 家族
曾祖胡名远。祖胡得泉，贈武进县知县。父胡瀛，佥事進階朝列大夫。母王氏，封孺人；继母陆氏。具庆下，兄上，监生；弟正。